# レベッカ・グラフ
レベッカ・グラフ（1982年7月27日 - ）は、アメリカ合衆国の映画・テレビ女優。2018年の伝記映画『The Dirt』でヘザー・ロックリアを演じたことで知られている。

## 家族と幼少期
グラフは、テキサス州コーパスクリスティで生まれ育った。幼い頃から女優になることを志し、両親の影響で5～6歳の頃から地元の劇場で演技を始めた。レイ高校とテキサス大学オースティン校でシアターアートを専攻した。

## キャリア
オースティンからロサンゼルスに移り住んだグラフは、テレビや映画のオーディションを受け始めた。初期の出演作は、TVシリーズ『90210』やコメディ・セントラルのシリーズ『Workaholics』での小さな役だった。また、映画『Savage County』、2015年に公開された『アントラージュ★オレたちのハリウッド』シリーズの続編映画や、『The Amityville Horror』の超常現象とされる事件の前に起きた大量殺人の実話を描いた『悪魔の棲む家 REBORN』にも出演している。
2018年、グラフはNetflixの伝記映画『The Dirt』に、モトリー・クルーのドラマー、トミー・リーの当時の妻である80年代のテレビスター、ヘザー・ロックリア役で出演した。『The Dirt』は、批評家からは賛否両論の評価を受けたが、Rotten Tomatoesでは、2019年の観客動員数上位にランクインした。グラフのその後の出演作には、サメが出没する海に取り残されたヨットの乗組員の実話に基づいたサバイバル映画『Capsized：Blood in the Water』での主役がある。そして、高く評価されているNetflixのドラマチックコメディシリーズ『コミンスキー・メソッド』にゲスト出演している。
2021年、グラフは1993年から2001年に放送されたテレビシリーズ『炎のテキサス・レンジャー』をリブートした、ジャレッド・パダレッキ主演のCWシリーズ『Walker』にクリスタル役で出演した。彼女は、CBSのメロドラマ『ザ・ヤング・アンド・ザ・レストレス』でカイル・アボット（マイケル・ミーラー）の息子の母親であるタラ・ロック役でレギュラー出演していたが、『Walker』の撮影とスケジュールが合わず、交代せざるを得なかった。

## 私生活
2019年、タブロイド紙はグラフが俳優のジョシュ・デュアメルとデートしていたと報じた。